# Irresheim
Irresheim is een plaats in de Duitse gemeente Nörvenich, deelstaat Noordrijn-Westfalen, en telt 184 inwoners (31 december 2019).
Het dorpje ligt 1 km ten west-zuidwesten van  Hochkirchen, aan de weg naar Frauwüllesheim, in een door akkerbouw gedomineerd landschap. 

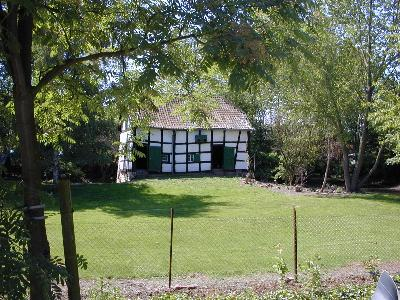
Et Backes, bakhuis uit 1789